# La spada di Robin Hood
La spada di Robin Hood (The Men of Sherwood Forest) è un film del 1954 diretto da Val Guest.
Pellicola britannica prodotta dalla Hammer Film Productions con l'attore statunitense Don Taylor nel ruolo di Robin Hood.

## Trama
Nel 1194, dopo il suo ritorno dalla Terza crociata, Riccardo Cuor di Leone viene fatto prigioniero in Germania. Dopo aver appreso che il re sta per rientrare in Inghilterra a seguito del pagamento di un riscatto, Robin Hood elabora un piano per proteggere il sovrano dai cospiratori Sir Guy Belton e Sir Nigel Saltair, fedeli al principe Giovanni.
Travestito da trovatore, Robin si reca al castello di Sir Guy ma viene smascherato e fatto prigioniero insieme con frate Tuck. Con un abile stratagemma, e con l'aiuto di Lady Alys, la pupilla di Sir Guy, Robin e Tuck fuggono dal castello e si riuniscono agli uomini della foresta di Sherwood, in una corsa contro il tempo per salvare Re Riccardo da un'imboscata tesagli al suo sbarco in Inghilterra.